# Папен, Франц фон
Франц Йозеф Герман Михаэль Мария фон Па́пен, эрбзельцер цу Верль унд Нойверк (нем. Franz Joseph Hermann Michael Maria von Papen, Erbsälzer zu Werl und Neuwerk, Franz Joseph Hermann Michael Maria von Papenо файле; 29 октября 1879, Верль — 2 мая 1969, Оберзасбах) — немецкий государственный и политический деятель, дипломат.

## Биография
Франц фон Папен родился в семье крупного землевладельца, происходившего из древнего немецкого рыцарского рода. По вероисповеданию — католик. До Первой мировой войны служил офицером Генштаба. В 1905 году женился на Марте фон Бох-Гальхау, одной из самых богатых невест в Германской империи, дочери владельца компании Villeroy & Boch. В 1913—1915 годах — военный атташе в США, откуда был выслан за шпионаж и подрывную деятельность. Затем служил на Западном фронте. В 1916 году выступал посредником между немецким правительством и ирландскими повстанцами-республиканцами в поставках оружия, которое было использовано ими против британской армии. С 1917 года служил офицером Генштаба на Ближнем Востоке и в звании майора в турецкой армии в Палестине. В 1918 году вернулся в Германию. Весной 1919 уволился из армии в чине подполковника.

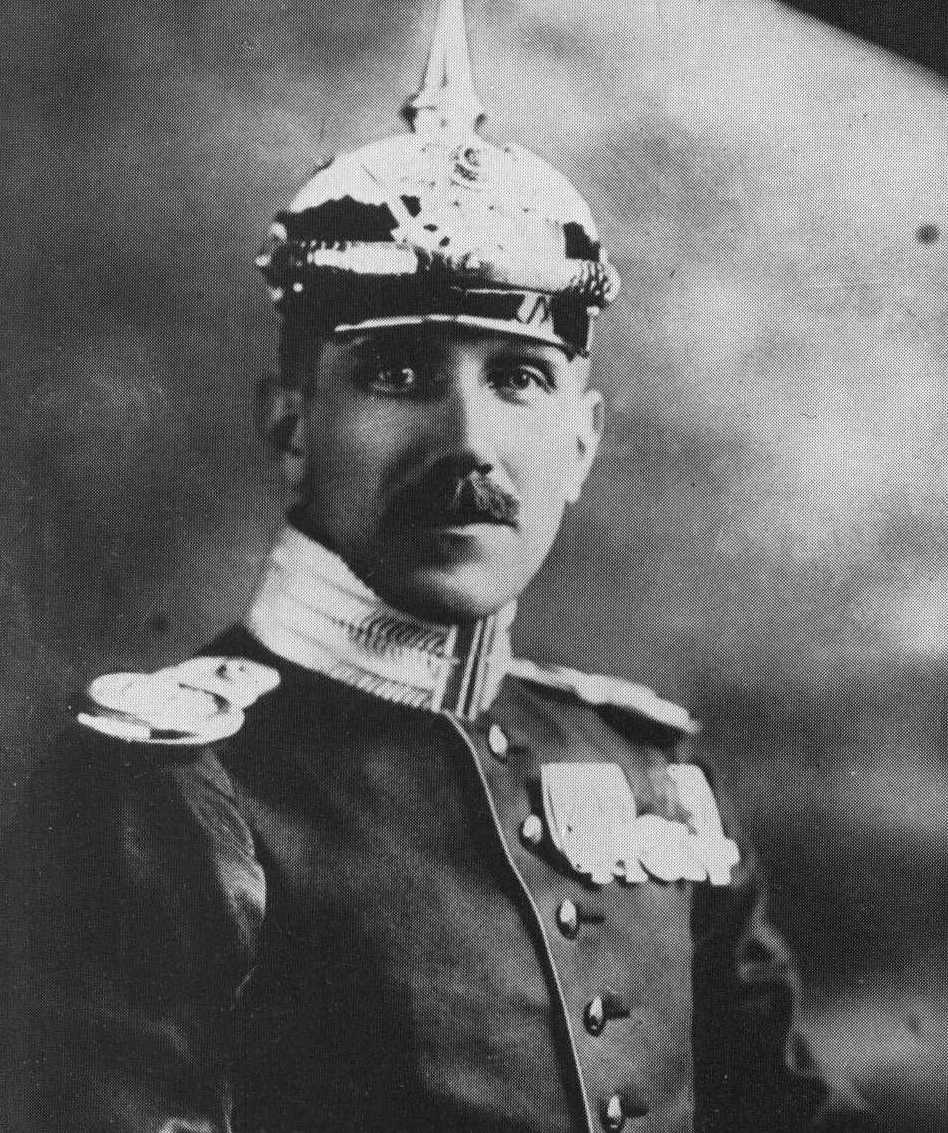
Франц фон Папен — военный атташе посольства Германии в США. 1914 год

В 1921—1932 годах — депутат Прусского ландтага от католической партии Центра; примыкал к её крайне правому крылу. На президентских выборах 1925 года удивил свою партию, поддержав кандидатуру Пауля фон Гинденбурга, а не кандидата от партии Центра Вильгельма Маркса.
С 1 июня по 2 декабря 1932 года возглавлял правительство, получив назначение во многом благодаря протекции генерала фон Шлейхера (получившего портфель военного министра) и своего бывшего однополчанина Оскара фон Гинденбурга. Франц фон Папен при помощи закулисных интриг заменил на посту Рейхсканцлера сопартийца Генриха Брюнинга. Брюнинг пользовался широкой популярностью в партии Центра, так что его смещение фон Папеном без консультации даже с руководством партии однопартийцы расценили как «предательство». В результате фон Папена исключили из партии Центра после того, как он стал рейхсканцлером: и партия Центра вплоть до конца его рейхсканцлерства была непримирима к нему, защищая Брюнинга. В итоге кабинет фон Папена пользовался поддержкой только Немецкой национальной народной партии. 
20 июля 1932 года организовал государственный переворот в Пруссии.
Не имея большинства в рейхстаге, фон Папен искал пути формирования коалиционного правительства, в том числе рассматривался вопрос о включении в его кабинет Гитлера в качестве вице-канцлера. Гитлер наотрез отказался, поскольку стремился к настоящей власти и считал такое достижение ничтожным, способным оттолкнуть избирателей от его партии (на летних выборах нацисты получили 230 мандатов из 608, оказавшись крупнейшей фракцией в рейхстаге). Под влиянием генерала Курта фон Шлейхера, пользовавшегося доверием рейхспрезидента Гинденбурга, правительство фон Папена было отправлено в отставку, что привело к личному конфликту между Папеном и Шлейхером, значительно поспособствовавшему дальнейшему продвижению нацистов к власти. В январе 1933 года с разрешения Гинденбурга фон Папен провёл переговоры с Гитлером и вошёл в кабинет Гитлера в качестве вице-канцлера.
17 июня 1934 года фон Папен выступил в Марбургском университете с речью в поддержку взглядов консервативных сил рейхсвера, финансовой и деловой элиты Германии, недовольных нацистской социалистической риторикой и экстремизмом (так называемая «Марбургская речь»). Критика привела в ярость верхушку нацистской партии и Адольфа Гитлера. В ночь длинных ножей — разгрома верхушки штурмовых отрядов (СА) — канцелярия фон Папена во дворце Борзига на Вильгельмштрассе была захвачена и подвергнута обыску гестапо. Во время обыска был застрелен советник вице-канцлера по политическим вопросам Герберт фон Бозе. Сам фон Папен на три дня оказался фактически под домашним арестом. Охранявшие его подчинённые Герингу полицейские имели приказ предотвратить арест фон Папена со стороны гестапо или СС.

У меня не было сомнений относительно решимости Геббельса, Гиммлера и Гейдриха своевременно ликвидировать марбургского реакционера. Как я узнал впоследствии, единственным человеком, который встал между мной и подобной участью, был Геринг.— Ф. фон Папен. «Вице-канцлер Третьего рейха».
С июля 1934 по март 1938 года (до аншлюса) фон Папен служил послом в Австрии, оказывая финансовую и политическую поддержку прогермански настроенным националистическим организациям.
Затем, занимая в 1939—1944 годах должность посла в Турции, фон Папен стремился предотвратить её возможное вступление в войну против Германии. Благодаря деятельности фон Папена, удалось добиться турецкого нейтралитета, 18 июня 1941 года президент Турции Исмет Инёню подписал Договор о ненападении между Германией и Турцией, кроме того фон Папену удалось убедить турецкую сторону в том, чтобы те закрыли Черноморские проливы для прохода британских военных кораблей. В связи с этим, Сталин распорядился организовать покушение на Франца фон Папена, которое было совершено агентами советской разведки 24 февраля 1942 года, но не увенчалось успехом. В ходе Второй мировой войны гитлеровское правительство пыталось назначить фон Папена послом Германии при папском престоле, однако папа Пий XII отклонил это предложение.
В апреле 1945 года фон Папен был арестован в Руре военной администрацией 9-й армии США. В 1946 году предстал перед судом Международного военного трибунала в Нюрнберге, но был оправдан вместе с Гансом Фриче и Ялмаром Шахтом.
В феврале 1947 года предстал перед комиссией по денацификации, был приговорён к восьми годам трудового лагеря. На повторном слушании дела в январе 1949 года приговор был смягчён до фактически отбытого срока.
В 1950-е годы фон Папен безуспешно пытался вновь заняться политикой. На склоне лет жил в замке Бенценхофен в Верхней Швабии и опубликовал множество книг и воспоминаний, в которых пытался оправдать политику, проводимую им в 1930-е годы, проводя параллели между этим периодом и началом Холодной войны.
Скончался 2 мая 1969 года в Оберзасбахе (Баден) и похоронен на кладбище Валлерфангена.

## Книги
- Франц фон Папен. Вице-канцлер Третьего рейха. Воспоминания политического деятеля гитлеровской Германии. 1933—1947. — М.: Центрполиграф, 2005. — 592 с. — ISBN 5-9524-1911-9.

## Образ Франца фон Папена в кино
- «Гитлер: Восхождение дьявола» / «Hitler: The Rise of Evil» (Канада, США; 2003) режиссёр Кристиан Дюге, в роли Франца фон Папена — Роберт Расселл.